# Phloeopsis iwojimana
Phloeopsis iwojimana är en skalbaggsart som först beskrevs av J. Linsley Gressitt 1956.  Phloeopsis iwojimana ingår i släktet Phloeopsis och familjen långhorningar. Inga underarter finns listade i Catalogue of Life.